# Lijst van zoogdieren met Nederlandse namen - K
Dit is een lijst van zoogdieren met Nederlandse namen met als beginletter van hun wetenschappelijke naam een K.
| Wetenschappelijke naam  | Eerste keuze                    | Overige Nederlandse namen                                    | Commentaar |
| ----------------------- | ------------------------------- | ------------------------------------------------------------ | ---------- |
| Kannabateomys amblyonyx | Bamboevingerrat                 |                                                              |            |
| Kerodon rupestris       | Rotsmoko                        | Bergcavia, Rotscavia                                         |            |
| Kobus ellipsiprymnus    | Waterbok                        | Gewone waterbok, Ellipswaterbok                              |            |
| Kobus kob               | Kob                             | Kobwaterbok, Thomas’ waterbok                                |            |
| Kobus leche             | Litschiewaterbok                | Zuidelijke litschie, Lechwe, Moerasantilope                  |            |
| Kobus megaceros         | Nijlantilope                    | Noordelijke litschie, Mrs. Gray’s waterbok, Bastaardwaterbok |            |
| Kobus vardonii          | Poekoe                          |                                                              |            |
| Kogia breviceps         | Dwergpotvis                     | Kleine potvis                                                |            |
| Kogia sima              | Kleinste potvis                 | Dwergpotvis, Owens dwergpotvis                               |            |
| Kunsia tomentosus       | Zuid-Amerikaanse reuzenwaterrat |                                                              |            |

A · 
B ·
C ·
D ·
E ·
F ·
G ·
H ·
I ·
J ·
K ·
L ·
M ·
N ·
O ·
P ·
R ·
S ·
T ·
U ·
V ·
W ·
X ·
Z